# Luisa Neubauer
Luisa-Marie Neubauer, née le 21 avril 1996 à Hambourg, est une activiste allemande pour la  protection du climat. En Allemagne, elle est l'une des principales organisatrices de la grève étudiante pour le climat Fridays for Future inspirée de Greta Thunberg. Elle préconise une élimination du charbon en Allemagne d'ici 2030 et une politique climatique compatible avec l'accord de Paris. Elle  est membre de Bündnis 90 / Die Grünen et est impliquée dans diverses organisations dans lesquelles elle travaille, entre autres, pour la justice générationnelle et contre la pauvreté dans le monde.

## Biographie
Luisa Neubauer grandit à Hamburg-Iserbrook (de) et est diplômée du lycée Marion Doenhoff (de) à Hambourg-Blankenese.  En 2015/2016, elle a commencé à étudier la géographie à l'Université Georg August de Göttingen.  Elle a reçu une bourse d'études Deutschlandstipendium et une bourse de la Fondation Heinrich Böll proche des Verts.  
Fin 2022, elle révèle être en couple avec Louis Klamroth, présentateur d'un des principaux talk-shows politiques de l'audiovisuel public allemand.  

### Engagements associatifs
Depuis 2016, elle est jeune ambassadrice pour l'organisation non gouvernementale ONE chargée de la politique de développement,.   De plus, elle a déjà été impliquée dans la Fondation pour les droits des générations futures, l'organisation internationale de protection du climat 350.org,  la Right Livelihood Award Foundation, la campagne climatique Fossil Free  et l'ONG allemande Das Hunger Projekt.
Avec d'autres étudiants, elle parvient avec la campagne « Désinvestissez ! Retirez votre argent! »  à obtenir de l'Université de Göttingen qu'elle n'investisse plus dans les industries fossiles.  
En 2018, elle participe comme l'une des quatre délégués allemands au Sommet mondial de la jeunesse Y7, un ajout au sommet du G7, à Ottawa, Canada.  La délégation écrit en octobre 2018 une lettre ouverte au gouvernement fédéral à la suite de l'annonce d'un projet de déforestation dans la forêt de Hambach, dans laquelle les auteurs condamnent l'action de l'énergéticien RWE et plaident pour plus d'équité entre les générations dans la politique climatique. La lettre a été signée par 100 jeunes tels que les militants Ali Can (de) et Felix Finkbeiner et l'organisation de jeunesse BUND  .  

### Coorganisation des grèves climatiques

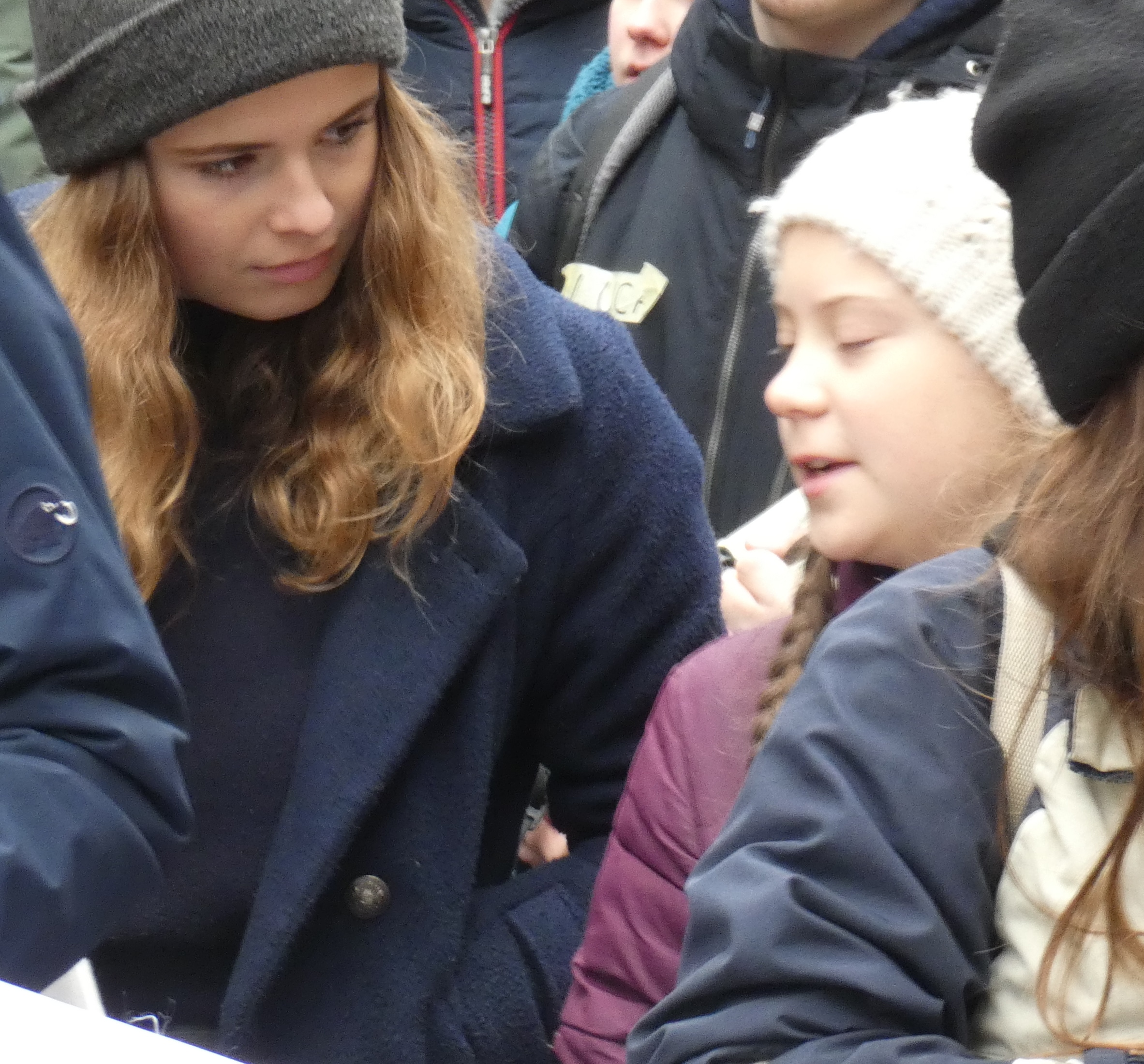
Neubauer (à gauche) avec Greta Thunberg en mars 2019 lors d'une manifestations de Fridays for Future à Hambourg.

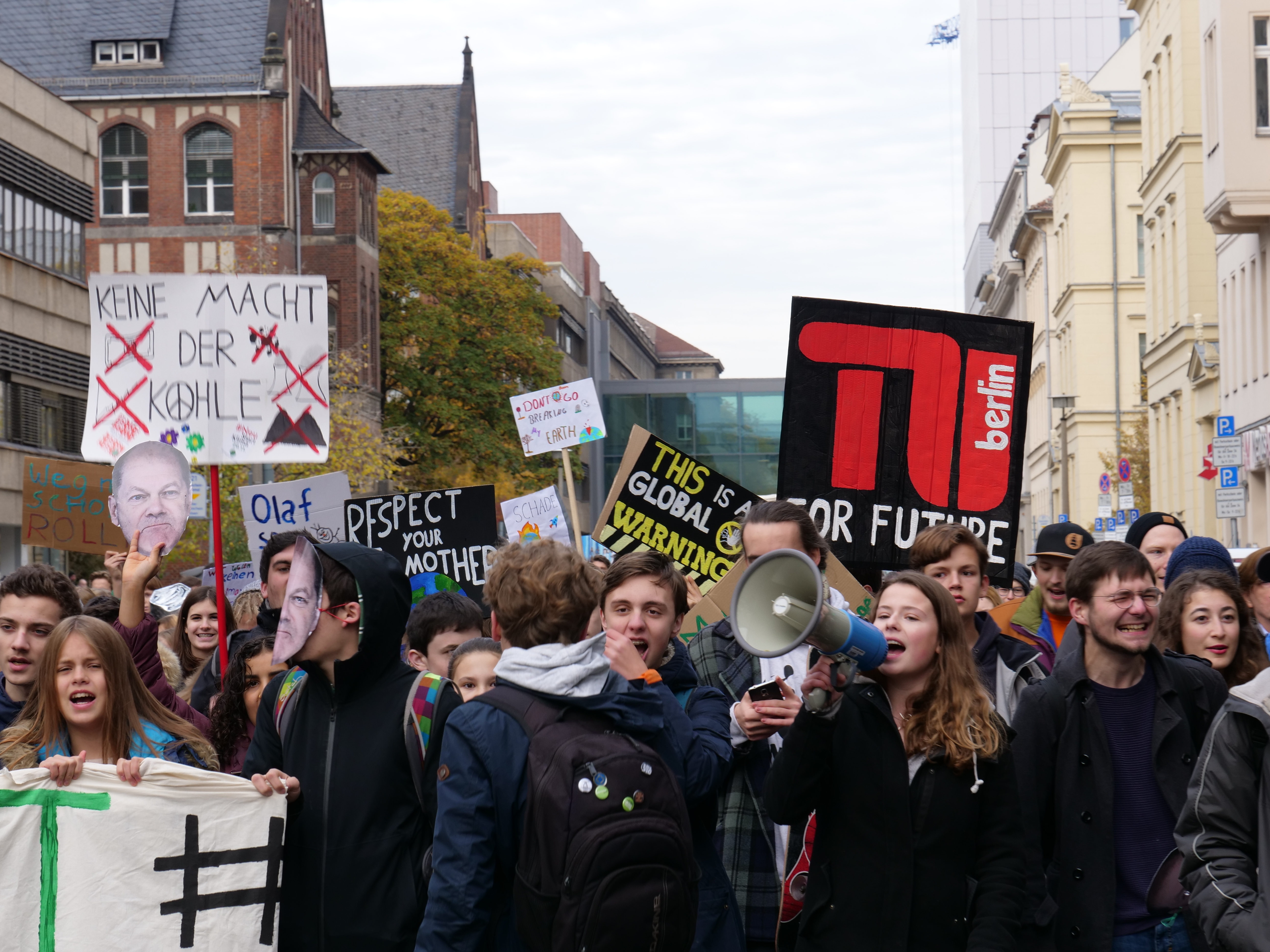
Neubauer lors de la grève du climat à Berlin en novembre 2019

Début 2019, elle devient l'une des principales militantes des Fridays for Future en Allemagne.  Dans de nombreux médias, Luisa Neubauer est considérée comme "le visage allemand" de ce mouvement,.  Neubauer se distingue de Greta Thunberg, et la comparaison avec elle est relativisée par Neubauer elle-même : «Nous formons un énorme mouvement de masse et nous mobilisons et attirons l'attention sur une base très large. Ce que fait Greta est incroyablement inspirant et impressionnant, mais en fait assez loin. "  
Neubauer affirme que les grèves lancées par les étudiants pour une politique efficace de protection du climat ne sont pas en elles-mêmes le but de son engagement. Elle considère que le travail en arrière-plan est plus important: «Ce que nous faisons est incroyablement durable. Nous impliquons les gens dans les structures, nous essayons d'organiser les évènements afin que vous puissiez apprendre quelque chose. Et nous avons des débats fondamentaux sur ce que nous considérons comme la protection du climat. » Elle affirme vouloir créer un  mouvement politique moderne sans programme détaillé ni adhésion. Selon Die Zeit, 250 groupes locaux ont déjà été créés en Allemagne.

## Prises de positions

### Objectifs des grèves climatiques
Dans une interview avec le PDG d'Axel Springer, Mathias Döpfner, Luisa Neubauer a déclaré : « Nous devons arrêter d'extraire du pétrole, du gaz et du charbon. Nous avons besoin d'une société riche, heureuse et aimante qui puisse vivre sans émissions de CO2. »
Luisa Neubauer a souligné dans un entretien à la taz la nécessité de se débarrasser du paradigme « la protection du climat met en danger la prospérité ».  

### Urgence climatique
En tant qu'auteure invitée du blog du WWF, Luisa Neubauer décrit le 24 janvier 2019 sa perception de l'urgence climatique : 

« J'ai l'impression d'être assis dans une voiture en direction d'un abîme. Mais au lieu de freiner, elle accélère. On nous a mis dans cette voiture sans qu'on nous le demande. Cet abîme existe vraiment. Le changement climatique d'origine humaine est réel et nous vivons de nos jours les graves changements qu'il entraîne. Nous sommes ces passagers involontaires. Et par «nous», je veux dire la génération qui devra plus que quiconque vivre avec les conséquences du changement climatique . «Nous», c'est aussi la dernière génération qui peut encore éviter les pires effets de la crise climatique. Nos chauffeurs, ce sont les politiciens, les décideurs et les dirigeants de l'industrie qui mettent le pied sur l'accélérateur. »

En mars 2020 elle estimait que la réponse politique à la pandémie montrait que "la volonté politique, lorsqu'elle existe, peut déplacer des montagnes". Pour s'attaquer au défi climatique, il serait souhaitable que les dirigeants politiques et la population n'entendent qu'une seule voix : "Toute l'Allemagne écoute le virologue Christian Drosten. Et c'est exactement ce qu'il faut faire."
En octobre 2022, elle déclarait dans un talk-show de l'audiovisuel public : "Nous n'avons pas le choix entre le temps et la démocratie". Face à l'urgence climatique, il serait donc selon elle nécessaire de mettre entre parenthèses les procédures démocratiques. 

### Relation avec la politique
Neubauer est membre de l'Alliance 90 / Les Verts et des Jeunes Verts bien que selon ses propres affirmations, n'est pas active dans le travail du parti.  
Lors de la convention programmatique 2019 de l'Alliance 90 / Les Verts, Neubauer a tenu le 29 mars 2019 un discours fort applaudi. Elle a demandé un budget d'émissions pour l'Allemagne. « Si même les Verts ne peuvent pas le faire, alors je ne sais pas pourquoi nous allons dans les rues », a déclaré Neubauer,.  
Luisa Neubauer considère les élections européennes (en Allemagne le 26 mai 2019) comme un évènement central pour faire bouger les jeunes européens pour la protection du climat. Selon Neubauer, la grande coalition a échoué après le début des grèves climatiques, car elle a reporté l'adoption d'une loi sur la protection du climat et prévoit de sortir du charbon en 2038, c'est-à-dire dix ans trop tard pour le climat.  
Lors du sommet de l'UE à Sibiu, elle a rencontré (avec d'autres militants du climat) Emmanuel Macron et huit autres chefs d'État et de gouvernement de l'UE.  

### Opinion sur la connaissance des sciences climatiques des journalistes et des personnalités politiques
Le 9 mai 2019, Neubauer commentait dans Die Zeit : « De nombreux journalistes politiques ont une opinion sur le climat, mais n'en ont malheureusement que peu d'idée. C'est l'une des raisons pour lesquelles les débats se tiennent bruyamment - alors que le gouvernement est largement épargné par les demandes critiques ». Elle y déplore que l'élite politique ait jusqu'à présent pu éviter un engagement clair en faveur d'une protection efficace du climat « car les journalistes l'ont permis ». « Il est nécessaire qu'un plus grand nombre de journalistes politiques disposent de l'expertise nécessaire pour poser des questions appropriées dans le débat politique. L'Allemagne, championne du monde des exportations, s'écarterait un peu plus chaque jour de la voie indiquée par l'accord de Paris ». « En ces temps, il devrait être évident que les journalistes de tous les domaines connaissent la crise climatique. Il faudrait raconter des histoires, également en dehors du domaine des connaissances, qui rendent l'abstrait compréhensible : un journalisme climatique continu, factuel et indépendant des températures extérieures ».

### Critiques
Les opposants politiques de Neubauer utilisent le hashtag "#langstreckenluisa" comme une occasion de commentaires méprisants sur Twitter. Birgit Schmid a noté dans la Neue Zürcher Zeitung les nombreuses critiques sur les jeunes protagonistes du mouvement climatique : « En particulier, les jeunes filles engagées pour le climat subissent des outrages qui dépasse leur propre colère. Ils sont en colère contre les politiciens qui ne font rien à leurs yeux. Cette colère a tour à tour irrité leurs adversaires, principalement des hommes. »  
Pour Luisa Neubauer, « la critique du comportement personnel détourne l'attention des problèmes majeurs au niveau structurel et politique ». Il exprime également un conflit de génération et une question de pouvoir qui pose un comportement écologique privé contre des questions politiques majeures telles que l'énergie du charbon et les voyages en avion. Neubauer elle-même est en grande partie végétalienne et vole désormais moins fréquemment qu'auparavant. Elle rend maintenant visite à deux de ses frères et sœurs, qui vivent à Londres, en train.  
Le 18 juillet 2019, Die Welt  rapporte que Luisa Neubauer aurait déclaré qu'une interdiction des vols intérieurs allemands serait envisageable à condition de renforcer le système ferroviaire.  
Elle rejette les idées pour faire face aux conséquences climatiques par la géoingénierie et ne croit pas que les voitures électriques peuvent vraiment aider à résoudre le problème général de la soif humaine de croissance économique sans fin.
Elle rend la classe politique d'aujourd'hui responsable, en particulier les hommes blancs de l'hémisphère nord, d'avoir été douloureusement lent lors de la mise en œuvre des mesures climatiques nécessaires. Par conséquent, l'atmosphère nordique est obligée de diminuer leur niveau de vie pour payer le futur changement du sud global vers un mode de vie environnemental.

## Publications
- Luisa Neubauer et Alexander Repenning, Vom Ende der Klimakrise – Eine Geschichte unserer Zukunft, Tropen Verlag, Stuttgart 2019,  (ISBN 978-3-608-50455-2).

## Vidéographie
- En 2022, Luisa Neubauer apparaît dans le documentaire Sœurs de combat (aux côtés de Anuna De Wever, Adélaïde Charlier, Léna Lazare, Leah Namugerwa, Mitzi Jonelle Tan), un film sur l’engagement des jeunes en faveur du climat réalisé par Henri De Gerlache.

## Audios
- Deutschlandfunk Interview der Woche 7. Juli 2019: Umweltaktivistin Luisa Neubauer Kohleausstieg bis 2030 „machbar, finanzierbar und realisierbar“, Luisa Neubauer im Gespräch mit Georg Ehring, Audio Version, 24.33 Minuten
- Deutschlandfunk Kultur Tacheles 2. März 2019: Luisa Neubauer über Schülerstreiks „Politiker, nehmt euch der Klimakrise an!“, Moderation: Annette Riedel, Audio Version 29.27 Minuten
- Brauchen wir Angst in der Klimafrage, Luisa Neubauer? Podcast 1 Thema 2 Farben, Moderation: Christian Lindner, 10. Juli 2019, 79.52 Minuten